# Judas Kiss (album)
Judas Kiss è il quarto album da solista di Kee Marcello, ex-chitarrista della rock band svedese Europe. È stato pubblicato il 5 aprile 2013.

## Tracce
1. Zombie – 3:56
2. Dog Eat Dog – 4:02
3. Starless Sky – 4:49
4. I'm Stoned – 4:22
5. Dead End Highway – 5:04
6. Judas Kiss – 4:24
7. And Forever More (con Liv Moon) – 4:29
8. Coming Home – 4:43
9. Get On Top – 4:38
10. The Harder They Come – 3:08
11. Dead Give Away – 5:05
12. Love Will Tear Us Apart – 4:24
13. Metal Box – 5:03